# Club Unión Española
Club Union Española, bildad 18 maj 1897, är en Chilensk fotbollsklubb från huvudstaden Santiago de Chile. Fansen kallas för "Furia Roja" och traditionella rivaler är Club Deportivo Universidad Católica, Club Deportivo Palestino och Audax Italiano. 

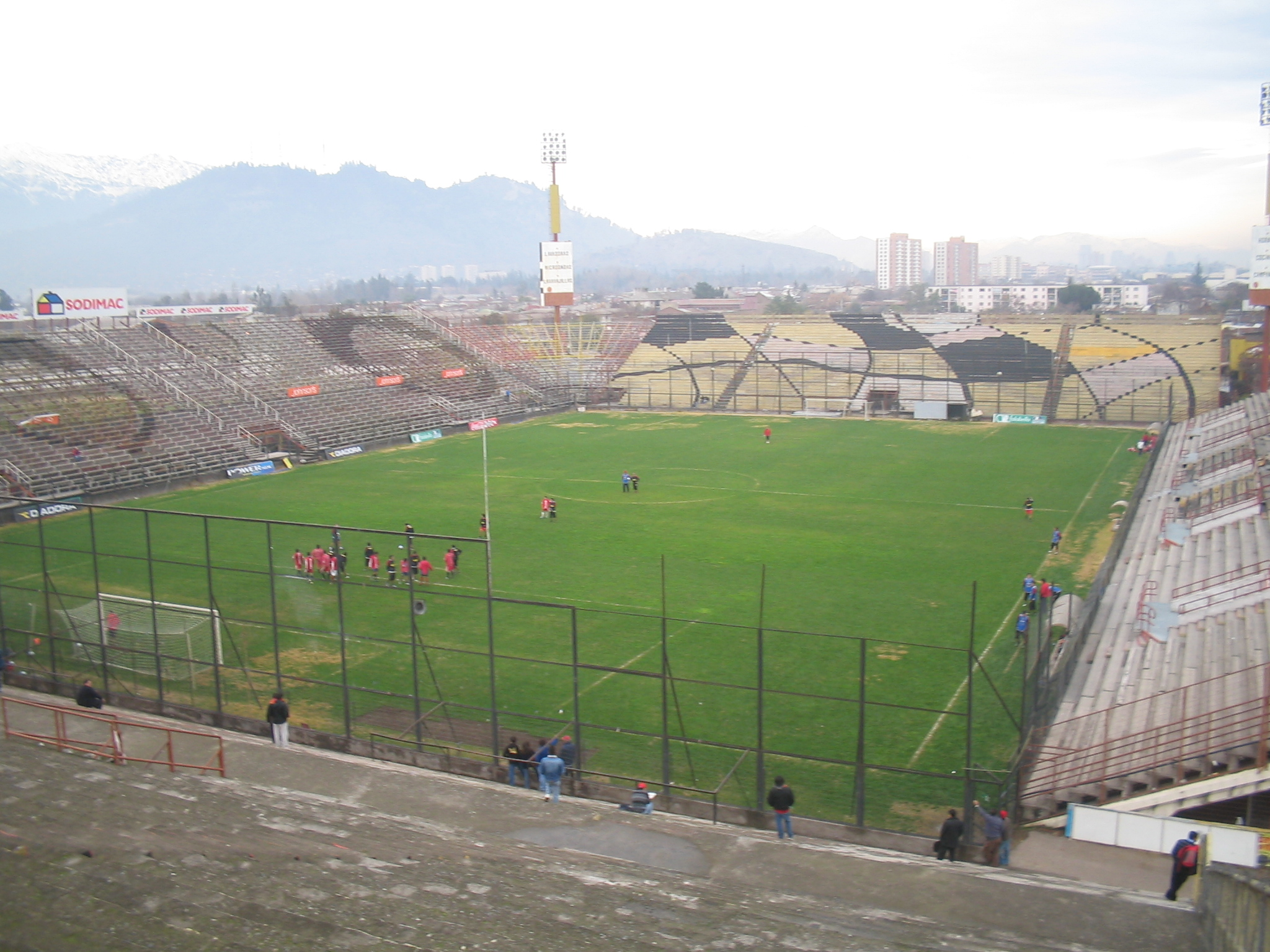
Estadio Santa Laura.